# Tranosemella
Tranosemella är ett släkte av steklar som beskrevs av Horstmann 1978. Tranosemella ingår i familjen brokparasitsteklar.
Kladogram enligt Catalogue of Life och Dyntaxa:
| Tranosemella | \| \| Tranosemella citrofrontalis \| \| \| \| \| \| Tranosemella completa \| \| \| \| \| \| Tranosemella coxalis \| \| \| \| \| \| Tranosemella praerogator \| \| \| \| |
|              | \| \| Tranosemella citrofrontalis \| \| \| \| \| \| Tranosemella completa \| \| \| \| \| \| Tranosemella coxalis \| \| \| \| \| \| Tranosemella praerogator \| \| \| \| |
|              | Tranosemella citrofrontalis |
|              | |
|              | Tranosemella completa |
|              | |
|              | Tranosemella coxalis |
|              | |
|              | Tranosemella praerogator |
|              | |